# Kirche am Steinhof
De Kerk aan het Steinhof (Kirche am Steinhof) of Sint-Leopoldkerk (Kirche zum heiligen Leopold) is het rooms-katholieke oratorium van het Psychiatrisch Ziekenhuis Am Steinhof in Wenen, Oostenrijk. Het gebouw werd ontworpen door Otto Wagner en geldt als een van de belangrijkste gebouwen van de Weense jugendstil.

## Geschiedenis

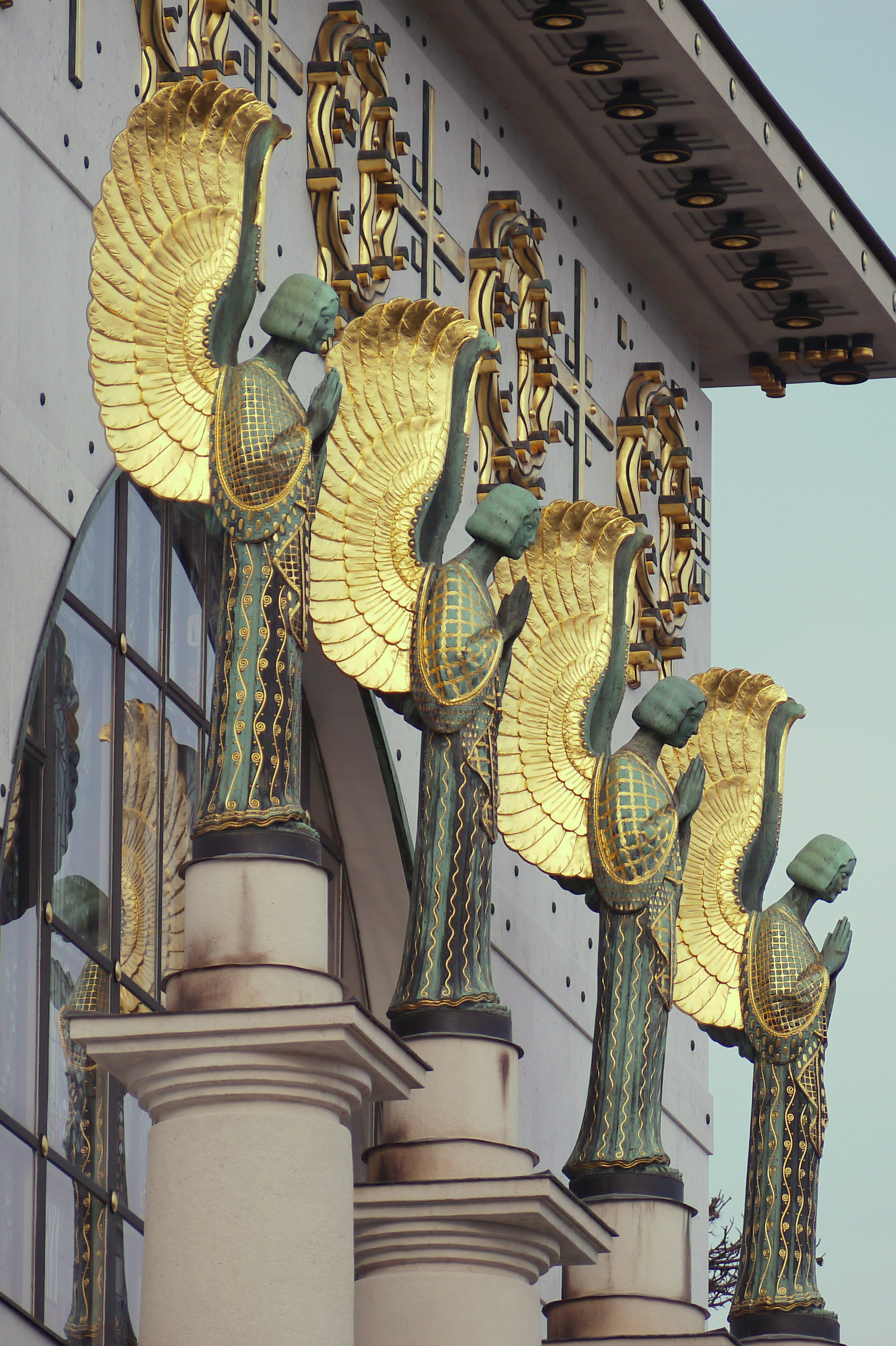
Engelen boven de ingang

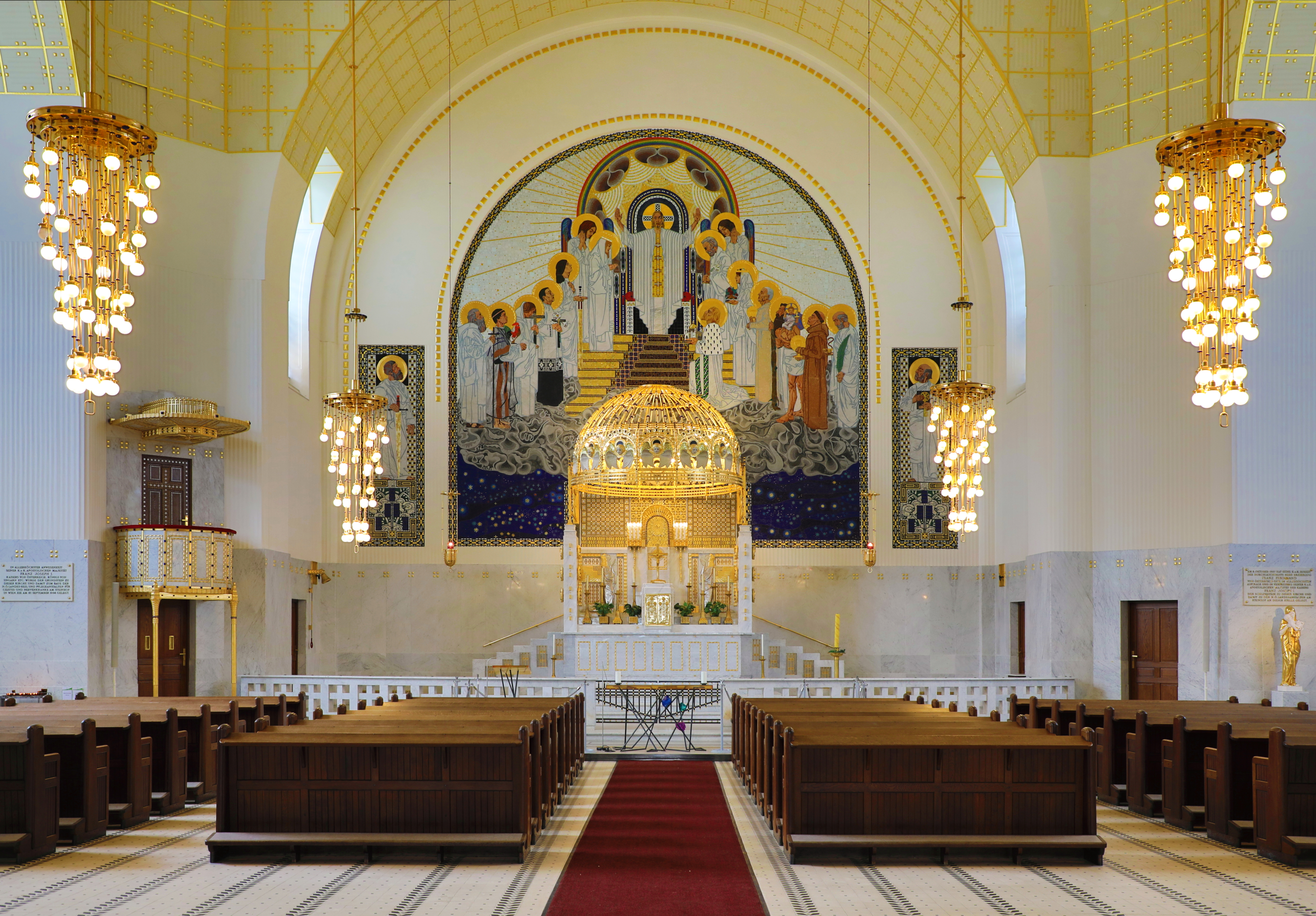
Interieur

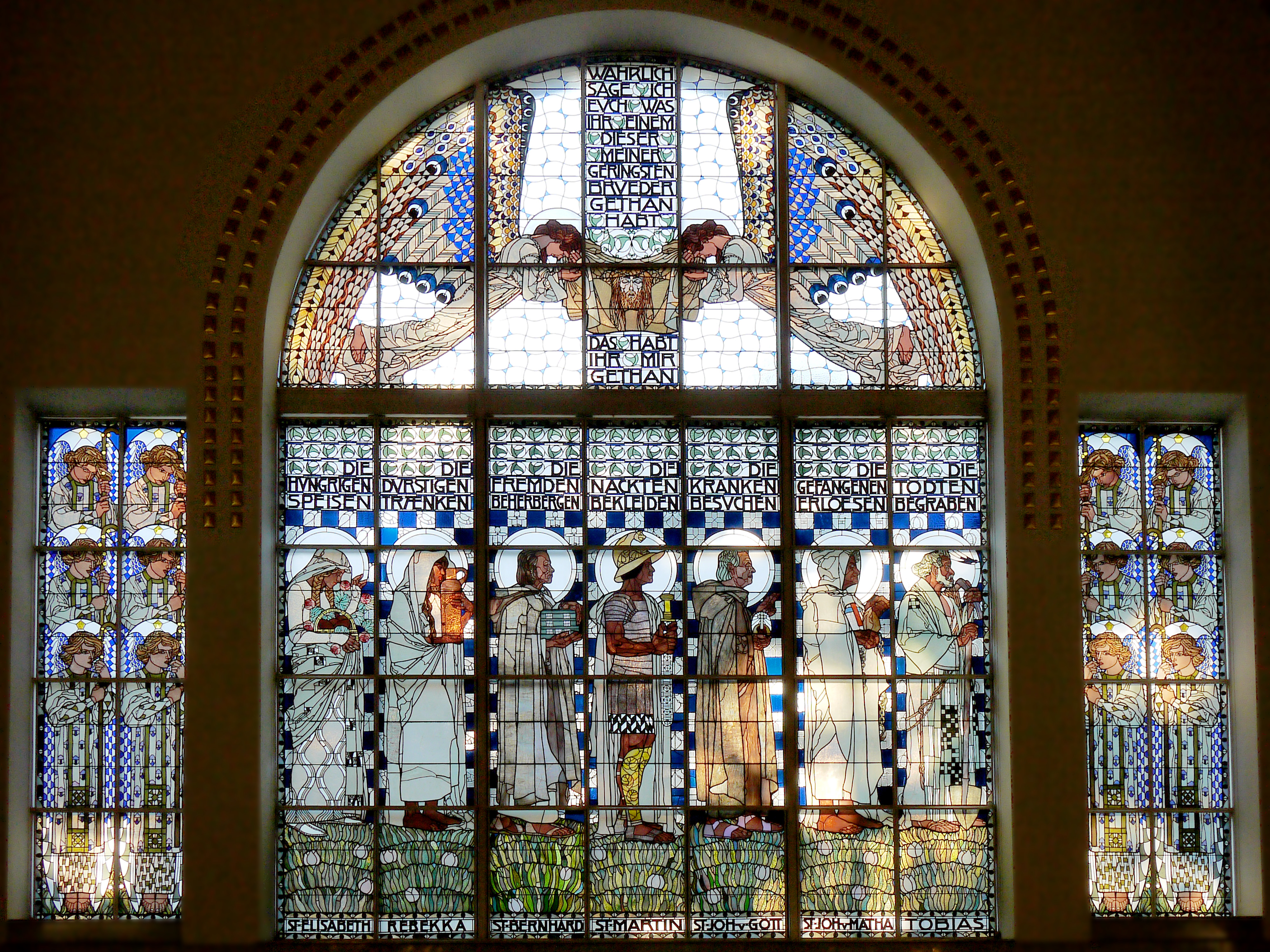
Het westelijke raam met de lichamelijke barmhartigheden

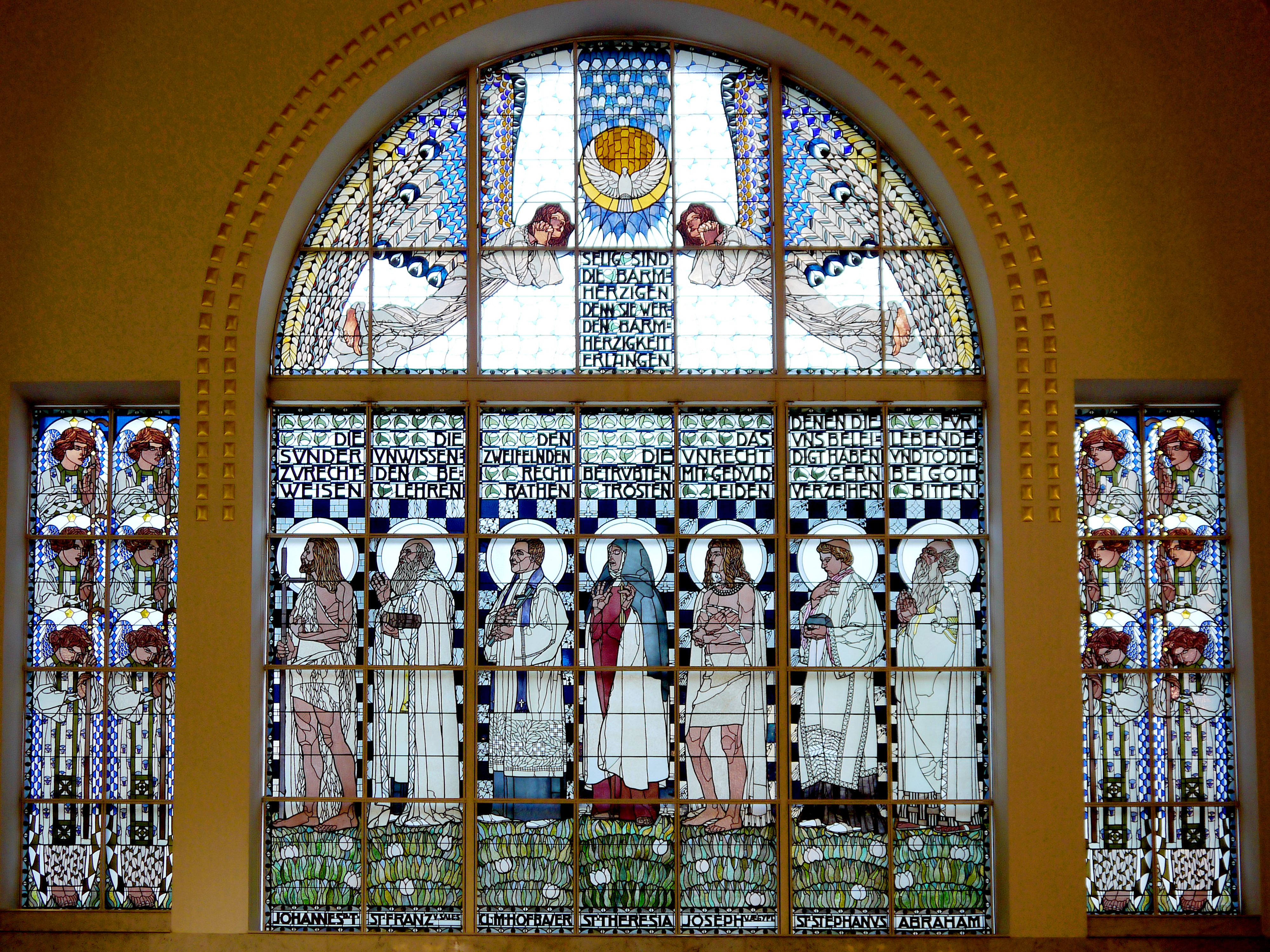
Het oostelijke raam met de geestelijke barmhartigheden

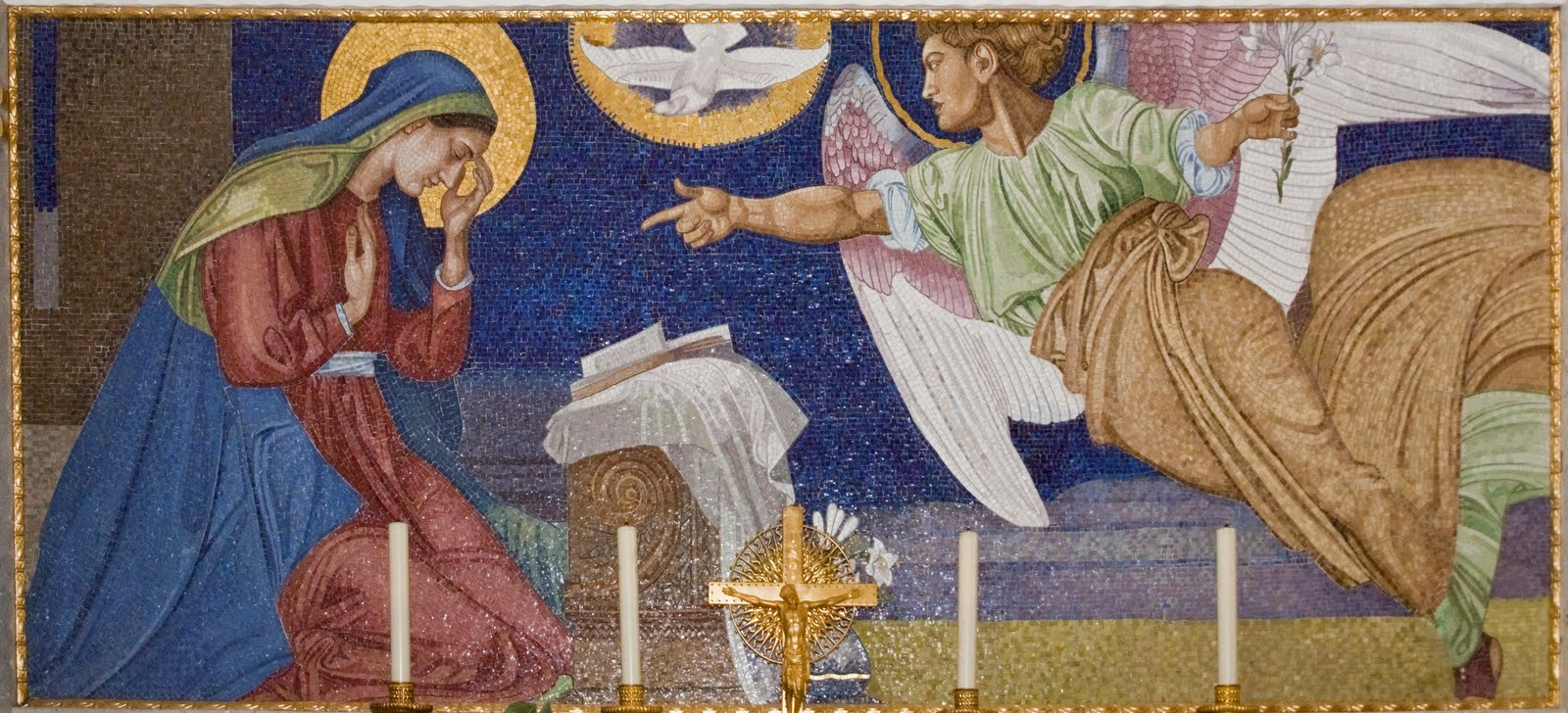
Mozaïek zijaltaar

De Leopoldkerk werd van 1904 tot 1907 in het kader van de oprichting van het Niederösterreichischen Landes-Heil- und Pflegeanstalt für Nerven- und Geisteskranke Am Steinhof gebouwd. Wegens gebrek aan middelen werden echter de kruisweg, een benedenkerk voor de protestanten en de synagoge voor de joden nooit gerealiseerd. Ook kwam het niet meer tot de aanleg van verwarming. 
Op 8 oktober 1907 werd de kerk door aartshertog Frans Ferdinand geopend. Vanwege het onconventionele aanzien van de kerk was het gebouw vanaf het begin aan zeer omstreden onder de bevolking. Ook tussen de aartshertog, die niet veel op had met de Jugendstil, en de architect Otto Wagner waren er vanaf het begin meningsverschillen over de vormgeving van het kerkgebouw. Wagner werd in de openingsrede van de vorst zelfs niet bij name genoemd en hij zou daarna ook nooit weer opdrachten van het keizershuis krijgen.  
Tijdens de Tweede Wereldoorlog werden de kostbare vensters uit de kerk gehaald en voor de zekerheid in Tsjecho-Slowakije opgeslagen. In 1950 werden de vensters weer teruggeplaatst.
Na ongeveer zes jaar van ingrijpende renovaties werd de kerk op 1 oktober 2006 heropend. In 2007 kreeg de kerk drie nieuwe klokken, die door de klokkengieterij Grassmayr werden gegoten. 
De met een nieuwe laag bladgoud versierde koepel is in het westelijke deel van Wenen in de verre omtrek zichtbaar en doet denken aan een halve citroen, waaraan overigens de Lemoniberg, waarop de kerk staat, zijn naam dankt.

## Architectuur en interieur
De kerk werd tussen 1903 en 1907 door de Oostenrijkse architect Otto Wagner gebouwd en gewijd aan Sint-Leopold. Ook het overgrote deel van de kleinere details werden door  Wagner zelf ontworpen. De altaren, het tabernakel, een hygiënische wijwatervoorziening, de belichting, de biechtstoelen en zelfs de paramenten werden naar zijn ontwerpen uitgevoerd. De kerk is naast de Secessionsgebouwen een van de belangrijkste vertegenwoordigers van de jugendstil in Wenen.
Een van de meeste markante kenmerken van de kerk is de op een Byzantijns motief gebaseerde gouden koepel, die binnen door een omklede constructie wordt gedragen. Op de klokkentorens voor de koepel tronen in het westen de heilige Leopold als patroon van Neder-Oostenrijk en Wenen en in het oosten de prediker Severinus. Zoals ook de oriëntatie van de kerk naar het zuiden afwijkt van de kerkelijke tradities, zo vormen ook de zittende, in plaats van staande, heiligen een breuk met de traditie.
De gevel van de kerk is met 2 centimeter dikke marmeren platen uit Carrara bekleed, die met koperspijkers aan het muurwerk zijn bevestigd. Onder de dakrand bevindt zich een sierlijst met kruisen en lauwerkransen, die bij bouwwerken van Wagner vaker worden toegepast. Boven de destijds slechts bij grotere plechtigheden benutte hoofdingang staan met gebogen hoofd naar het kerkplein op pilaren de vier door Othmar Schimkowitz (1864-1947) gemaakte engelen. Bij een storm werd het hoofd van de tweede engel van rechts afgeslagen, maar later weer teruggeplaatst.
Vanwege het speciale karakter van de kerk als godshuis voor de patiënten van het psychiatrisch ziekenhuis, voerde de architect diepgravende gesprekken met artsen en verplegend personeel om de specifieke eisen van een dusdanig kerkgebouw te inventariseren. Een ruimte voor de arts, toiletten en noodingangen werden ingepland. De kerkbanken mochten wegens het verwondingsgevaar geen scherpe hoeken hebben. Om hygiënische redenen ontwierp Wagner zelfs een speciale wijwatervoorziening met druppelend wijwater, om zo de kans op infecties te verminderen. De vloer ontwierp hij naar het altaar toe aflopend, zodat ook de patiënten op de achterste banken de dienst goed konden volgen. Bovendien waren er, conform de door de wet voorgeschreven scheiding van geslachten, voor zowel het verplegend personeel als ook voor de mannelijke en vrouwelijke patiënten separate ingangen.

#### Glas-in-loodramen
Bijzondere aandacht verdienen de prachtige glas-in-loodramen in de kerk. Ze werden vervaardigd door Koloman Moser.
Beide ramen worden versierd met zeven heiligen. Bij het westelijke raam symboliseren de heiligen Christus’ zeven lichamelijke werken van barmhartigheid (de hongerigen spijzen; de dorstigen laven; de naakten kleden; de vreemdelingen herbergen; de zieken verzorgen; de gevangenen bezoeken; de doden begraven). Daar boven houden twee engelen de zweetdoek van Christus vast en is de tekst (vertaald) Voorwaar, Ik zeg u, in zoverre gij dit aan een van deze mijn minste broeders hebt gedaan, hebt gij het Mij gedaan (Mattheüs 25:40) aangebracht.
Het oostelijke raam toont eveneens zeven heiligen met de zeven geestelijke werken van barmhartigheid (de zondaars vermanen; de onwetenden onderrichten; in moeilijkheden goede raad geven; de bedroefden troosten; het onrecht geduldig lijden; beledigingen vergeven en voor de levenden en overledenen bidden). De twee engelen kijken hier op naar het symbool van de Heilige Geest. De spreuk van het oostelijke venster zijn afkomstig uit Christus’ Bergrede: Zalig de barmhartigen, want hun zal barmhartigheid geschieden (Mattheüs 5:1-12).

#### Altaar
Het felgekleurde mozaïek achter het sierlijke altaar Die Verheißung des Himmels (de goddelijke openbaring van de hemel) toont Christus boven aan een trap die, geflankeerd door engelen, de heiligen verwelkomt in de hemel. Het 84,8 m² grote en vier ton wegende mozaïek werd door Leopold Forstner uitgevoerd. Een van de talrijke heiligen is Sint Dymphna, de patroonheilige van mensen met een psychische aandoening. Oorspronkelijk zou het altaarmozaïek door Koloman Moser worden gemaakt, maar nadat Moser zich wegens een huwelijk tot het protestantisme bekeerde, werd de opdracht hem ontnomen, ondanks voorspraak van Otto Wagner.

## Openstelling
De kerk is tijdens de viering van de mis voor gelovigen geopend. Toeristen kunnen op zaterdag en zondag na betaling van entreegeld het kerkgebouw bezichtigen. Op deze dagen worden er ook rondleidingen georganiseerd. 